# Anita Alvarado
Anita Ester Alvarado Muñoz (Santiago de Chile, 25 de diciembre de 1972), conocida como «La geisha chilena», es una mujer chilena que  en Japón  se vio envuelta en uno de los fraudes financieros más grandes realizados en ese país, cometido por su esposo Yuji Chida.
Luego de su regreso a Chile, siguió una carrera en el espectáculo incursionando como actriz y cantante, además de escribir un libro, y ser invitada frecuente en los programas de televisión dedicados a la prensa rosa.

## Biografía

### Juventud e ingreso en la prostitución
Anita nació en Santiago en 1972, siendo la cuarta hija de los ocho que tuvo un matrimonio originario de la Región de Los Lagos y creyente de la Iglesia evangélica pentecostal. Durante su infancia vivió en el barrio Las Vertientes, en la comuna de El Bosque.
En 1989 trabajaba en una fábrica de calzado, y tuvo una relación con un hombre de 40 años, de la cual nació su primera hija, Angie, el 25 de mayo de 1990. Paralelamente fue ayudante de un costurero en San Bernardo y en un restaurante en el barrio Mapocho. Los primeros meses de Angie fueron complicados, pues sufrió una infección respiratoria. Para alimentar a su hija, decidió trabajar en prostíbulos de la capital chilena, como uno llamado «Charlie Bar» de la calle José Miguel de la Barra y otro llamado «Black Cat». Posteriormente tuvo su segundo hijo, Felipe.

### Emigra a Japón
En búsqueda de mejores oportunidades de vida emigró a Nagoya (Japón) en diciembre de 1990, país en donde permaneció dos años ejerciendo la prostitución en distintas ciudades, tras lo cual viajó a Chile durante un mes para ver a su familia, volviendo al país nipón el 7 de diciembre de 1992.
En 1996 en el balneario de Asamushi, ubicado en el norte de Japón, conoció a Tsukasa Tanesawa, a quien ella ha calificado como «su único amor». Anita vivió en la casa de la familia de Tanesawa y fue presentada como su futura esposa. Sin embargo, la necesidad de ver a sus hijos le hizo viajar a Chile durante un mes, financiada por un empresario llamado Kudo que le dio 20 mil dólares. Pasó por México, donde se hizo una cirugía plástica de implante de senos, sin embargo, presentó complicaciones y a su regreso a Japón tuvo que sacarse las prótesis.
En 1997 conoció en un bar de damas de compañía a Yuji Chida, ejecutivo y contador de la cooperativa de vivienda de Aomori, que en su primera cita le regaló un maletín con 100 mil dólares. Mantuvo una relación con el ejecutivo solo por mejorar su situación económica, según ella misma ha reconocido, y a pesar de seguir enamorada de Tanesawa. Tras sufrir violencia doméstica por parte de su novio, Alvarado decidió regresar a Chile, pero Chida viajó al país andino para ofrecerle matrimonio, y Alvarado aceptó —según su testimonio— por presión familiar, contrayendo matrimonio civil y religioso por el rito de la Iglesia Pentecostal de Chile.

### Regreso a Chile y salto a la fama
Chida y Alvarado contrajeron matrimonio el 2 de agosto de 1997 en La Cisterna. Inicialmente vivieron juntos en la comuna de La Florida, pero al cabo de unos meses Chida decidió regresar a Japón y visitar a Anita cada tres meses. Fue entonces cuando Alvarado inició con sus negocios en Chile, un bar llamado «Delirio Caribeño» —donde conoció al padre de dos de sus hijos—, un centro médico y una empresa inmobiliaria. Además construyó una mansión en el exclusivo sector de Chicureo en Santiago, avaluada en más de 1,2 millones de euros e inspirada en la casa de Scarlett O'Hara en la película Lo que el viento se llevó.
En diciembre de 2001, Chida fue arrestado en Tokio por haber estafado a la cooperativa Aomori por US$ 11 millones, delito del cual supuestamente Alvarado no tenía conocimiento. Ese fue el momento en que se transformó en una celebridad tanto en Japón, como en su país natal, Chile, siendo entrevistada en revistas y programas de televisión y siéndole concedido por la prensa el apodo de «la geisha chilena». En marzo de 2002 tuvo un pequeño papel de una prostituta llamada Solange en el filme chileno Los debutantes. El 29 de julio lanzó su autobiografía Me llamo Anita Alvarado, donde aparecía semidesnuda en su portada. En noviembre de 2002 lanzó su álbum Anita, la geisha chilena, además de su vino Doña Geisha.
En agosto de 2002 se decretó la subasta de su vivienda, con el fin de retener parte de lo adquirido por Chida mediante estafa, y abandonó la propiedad en octubre. Similar suerte corrieron los demás inmuebles de propiedad de Alvarado en Santiago, como la clínica y el pub «Delirio Caribeño». Ese año, Chida pidió el divorcio a Alvarado, pero ésta se lo negó.

### Otras apariciones en televisión
En 2007, Alvarado volvió a la polémica tras aparecer desnuda en el reality show de famosos, The beautiful people, emitido por Chilevisión. Ese mismo año, viajó nuevamente a Japón para visitar a su exmarido recluido en la cárcel de Yamagata, lo que posteriormente fue emitido en otro episodio de The beautiful people. Su hija mayor, Angie, participó durante 2009 en el reality show de TVN Pelotón VIP, tras lo cual se transformó en personaje habitual de los medios de prensa rosa.
En agosto de 2011 tuvo su propio docurreality en el programa Primer plano. En 2012, participó en la quinta temporada del concurso de baile de famosos Fiebre de baile y en el reality show Amazonas, ambos de Chilevisión.

## Controversias
Alvarado fue acusada de tráfico humano y de «facilitación y promoción» de la prostitución en 2003 y 2005, siendo finalmente sobreseída en ambos casos.

## Obras
- Me llamo Anita Alvarado (Ediciones B, 29 de julio de 2002)[12]

## Filmografía

### Cine
| Película       | Año  | Rol     |
| -------------- | ---- | ------- |
| Los debutantes | 2003 | Solange |

### Televisión
| Programa             | Año  | Canal       | Rol                                    |
| -------------------- | ---- | ----------- | -------------------------------------- |
| The beautiful people | 2007 | Chilevisión | Como ella misma                        |
| Infieles             | 2012 | Chilevisión | Miriam (capítulo «Picado de la araña») |
| Fiebre de baile      | 2012 | Chilevisión | Como ella misma                        |
| Amazonas             | 2012 | Chilevisión | Como ella misma                        |

## Discografía
- Anita, la geisha chilena (EMI Chile, 25 de noviembre de 2002)[13]